# Muricea retusa
Muricea retusa är en korallart som beskrevs av Addison Emery Verrill 1869. Muricea retusa ingår i släktet Muricea och familjen Plexauridae. Inga underarter finns listade i Catalogue of Life.